# Alexej Mišin (zápasník)
Alexej Vladimirovič Mišin (rusky Алексей Владимирович Мишин), (* 8. února 1979 Ruzajevka Sovětský svaz) je reprezentant Ruska v zápase řecko-římském. Je olympijským vítězem z roku 2004.

## Sportovní kariéra
V dětství býval často nemocný a jeho úzkostlivá matka byla dlouho proti aby dělal nějaký sport. Když hrál jednou s kamarády fotbal v rodné Ruzajevce, všiml si ho zápasnický trenér Kuzin. Po několika letech pokračoval v nedalekém Saransku pod vedením Alexandra Tarakanova.
V roce 1995 se poprvé dostal do reprezentace jako dorostenec a v roce 1997 slavil svůj první mezinárodní úspěch na mistrovství Evropy juniorů. V roce 1999 si odbyl premiéru mezi seniory na mistrovství Evropy a v roce 2000 byl jedním z adeptů na start na olympijských hrách v Sydney. Nominován byl nakonec Alexej Gluškov.
V roce 2002 změnil váhovou kategorii za střední kvůli celkovým změnám ve váhových kategoriích (snížení jejich počtu). V roce 2004 startoval na olympijských hrách v Athénách, kde po vyrovnaném finálovém boji proti reprezentantu Švédska Abra'amjanovi, získal zlatou olympijskou medaili. V roce 2007 zkompletoval zápasnickou trojkorunu ziskem titulu mistra světa.
V roce 2008 prožil zklamání na olympijských hrách v Pekingu. Jako hlavní favorit na prvenství prohrál ve čtvrtfinále s Italem Minguzzim. Zápas rozhodla lepší fyzická kondice Itala, který zlomil zápas ve svůj prospěch v jeho třetí části 20 sekund před koncem.
Pozici reprezentační jedničky si udržel až do roku 2010, ale i v dalších letech patřil k oporám ruského týmu. Po propadáku na mistrovství Evropy v roce 2012 jel nakonec na olympijské hry do Londýna Alan Chugajev. V roce 2013 získal šestý titul mistra Evropy na zápasníka velmi pokročilém věku 34 let.

## Výsledky
| Turnaj             | 1997           | 1998           | 1999           | 2000           | 2001           | 2002         | 2003         | 2004         | 2005         | 2006         | 2007         | 2008         | 2009         | 2010         | 2011         | 2012         | 2013         |
| Turnaj             | 18             | 19             | 20             | 21             | 22             | 23           | 24           | 25           | 26           | 27           | 28           | 29           | 30           | 31           | 32           | 33           | 34           |
| Turnaj             | polostřední v. | polostřední v. | polostřední v. | polostřední v. | polostřední v. | střední váha | střední váha | střední váha | střední váha | střední váha | střední váha | střední váha | střední váha | střední váha | střední váha | střední váha | střední váha |
| ------------------ | -------------- | -------------- | -------------- | -------------- | -------------- | ------------ | ------------ | ------------ | ------------ | ------------ | ------------ | ------------ | ------------ | ------------ | ------------ | ------------ | ------------ |
| Olympijské hry     | -              | -              | -              | dns            | -              | -            | -            | 1.           | -            | -            | -            | 9.           | -            | -            | -            | dns          | -            |
| Mistrovství světa  | dns            | dns            | dns            | -              | 2.             | dns          | 26.          | -            | 2.           | 3.           | 1.           | -            | 22.          | 3.           | dns          | -            | 12.          |
| Mistrovství Evropy | dns            | dns            | 14.            | dns            | 1.             | dns          | 1.           | dns          | 1.           | 7.           | 1.           | dns          | 1.           | 2.           | dns          | 26.          | 1.           |
| MS juniorů         | 7.             | 4.             | 1.             | -              | -              | -            | -            | -            | -            | -            | -            | -            | -            | -            | -            | -            | -            |
| ME juniorů         | dns            | 1.             | dns            | -              | -              | -            | -            | -            | -            | -            | -            | -            | -            | -            | -            | -            | -            |